# 天豆琴美
天豆琴美（日语：ソラ豆 琴美，1992年5月20日—），日本女藝人、歌手、寫真偶像、LIVE偶像。出身於神奈川縣。身高159cm。B型血。
2011年8月26日以杉田琴美的名義偶像出道。廣告標語「豆琴美(*^^*)」。
一時之間引退，2017年4月起再展開活動。

## 來歷

### 2011年
- 8月26日，於AGEAGE☆IDOL☆MIX！ vol.29（惠比壽LIVE GATE）的活動以偶像身份出道。
  - 於MarvelYell成立10週年的活動宣布《TEAM☆MARVELYELL》的新歌曲。
- 12月，第一枚個人CD-R發行，收錄歌曲：「天才☆。」和「 ～鳥～」。

### 2012年
- 2月26日，於森永麻美（日语：森永まみ）的個人首場LIVE活動『MAMI-PYON★PLANET!!! 1 ～電擊～』中，宣布與森永麻美、櫻田麻乃（日语：桜田麻乃）共3人組成『TEAM雪月花』（第3期）。
- 3月，第二枚個人CD-R發行，收錄歌曲：、「☆」。
- 3月，TEAM雪月花（第3期）歌曲、「上☆TEAM雪月花」亮相，收錄於2nd CD-R中發行。
- 5月14日，在搞笑團體香蕉人的節目《！》（NOTTV）中出演。
- 7月18日，主辦現場活動「 ～願～」，於秋葉原ROCKET GATE第一次進行。
  - 並在活動中，發表新歌曲「天星空」。
- 8月，另一首歌曲亮相，並與之前的歌曲「天星空」一起收錄在第三枚個人CD-R中發行。
- 8月，TEAM雪月花（第3期）原創歌曲、「小物語」亮相，收錄於CD-R中發行。
- 8月，於「地下偶像名鑑」中亮相。
- 11月，於「第47回祭 Mis.&Mr.in！」中決賽晉級。

### 2013年
- 1月17日，第2次主辦現場活動「 ～皮!! 成人～」，於秋葉原ROCKET GATE第二次進行。
  - 並於現場活動中，宣佈藝名改名「天豆琴美」。
  - 同時宣佈第四枚個人CD-R發行，收錄歌曲：「♪」、「forever」。
- 1月30日～2月3日，於ALICE IN劇院1月公演的舞台劇「ラフィン ～笑いの免許書～」中出演（飾演濱口銀子）。
- 2月，參與線上遊戲《ROSE Online（日语：ローズオンライン）》之企劃。
- 4月，參加TSUTAYA PRINCESS 2014徵選活動。
- 5月，參加橫濱開港化妝遊行。
- 5月15日，主辦現場活動「 ～S☆H～」，於秋葉原ROCKET GATE第三次進行。
  - 並在活動中，宣佈第五枚個人CD-R發行，收錄歌曲：「！」、「君空、僕星」。
- 7月，於MarvelYell的個人公演Vol.2的活動中，宣布與櫻田麻乃2人一起組成「CandyDolls」。
- 8月，於《醫界風雲》有聲漫畫化的聲音公開徵選活動中以第2名合格。
- 9月，於DVD「忍者大戦2013－激－」中出演。
- 10月，登上《Comic Earth Star》。
- 12月7日，主辦現場活動「 ～幼稚園!?～」，於秋葉原ROCKET GATE第四次進行。
  - 並在活動中，宣佈第六枚個人CD-R發行，收錄歌曲：「天！」、「忠努力結」。
- 12月，再度登上《Comic Earth Star》。
- 12月，發表「 ～一緒～」。
- 12月，從卡拉OK鐵人（日语：鉄人化計画）的計劃開始，一舉發佈10首歌曲。同時，也發佈了TEAM雪月花的活動的6首歌曲。

### 2014年
- 1月，出席niconico神社2014作為巫女進行活動。
- 1月，於TSUTAYA PRINCESS 2014徵選的總排名中獲得第3名，並贏得大獎。
- 2月，在娘Super Live上發表《TEAM☆MARVELYELL》的新歌曲「好！」”
- 4月27日，舉辦CandyDolls的現場活動「涉谷CLUB CRAWL」。

### 2016年
- 1月11日，於自身的個人現場活動『友 ～幸種～』中宣佈從演藝界引退[2]。
- 5月7日，於復活現場活動中宣佈復出。同時以「葉月」名義活動。

### 2017年
- 4月開始在網路頻道《土曜夜尻上！》（AbemaTV）第三期擔任Sirita Girl。然後升格成為常駐演出（至2018年7月1日）。
- 5月7日，於自身主辦的『！！\ー/』及『復活！友 ～幸花探～』中重新展開活動。
- 11月1日，被選為Sanspo Idol Reporter（日语：サンスポアイドルリポーター）（簡稱SIR）第7期候補生，並作為小天使隊成員活動[3][4]（至2018年1月22日）。為了避免與同期的小松的暱稱產生混淆，一併使用[5]。

### 2018年
- 7月14日，於滋賀U STONE主辦單人現場活動『豆琴美LIVE！2018』。並推薦特別嘉賓（逢澤）。
- 7月15日，首度遠征大阪，於日本橋Quai舉辦現場活動。
- 作為志之田佳林（ex.）和偶像組合S☆M教團的教祖開始活動。

### 2019年
- 5月24日，於mysta主辦的「2019」中決賽晉級[6]。
- 6月2日，獲得「2019」第3名[7]。

### 2020年
- 4月14日，於自己的Twitter表示確診2019冠狀病毒病。並表示要使用「法匹拉韋」治療[8][9][10]。5月5日，《世界上讓人吃驚的新聞（日语：ザ!世界仰天ニュース）》對此進行了報導。
- 6月19日，申請參加講談社MISS iD2021（日语：ミスiD）[11]。

### 2021年
- 2月19日，於自身主辦的現場活動将在五反田G2举行[12]。

## 人物
天豆琴美作為偶像出道，原因是看到「松本香苗」出現電視上而觸發她的。
出道時期以「杉田琴美」的名義活動，後來改用「天豆琴美」做為現在的藝名，原因是她渴望四個字（指的是日文發音）的姓氏，而是本人非常喜歡、且哼著四個字母的單字。當中，之所以使用片假名，其實透過筆畫算命用「豆」所決定的。
有養貓，名字有。
是個昆蟲愛好者，對蟑螂和寄生蟲沒轍，此舉止經常被其他藝人所吸引。而且，本人似乎非常喜歡昆蟲，以至於在家中被兄弟踩扁時，會震驚地哭泣。
母校是日本工學院，並於2013年被Ms.&Mr.蒲田大學校園競賽的最終審查中選出，第二年被任命為特別審査員。

## 音樂作品

### 音樂CD

#### 原創曲（全國流通CD）
1．芽第1
- 芽第1
- 忠努力結

#### 原創曲（CD-R）
1．天才☆。
- 天才☆。
-  ～鳥～

2．☆

3．
- 天星空

4．♪
- forever，
- 登場行進曲 ～時間！～

5．！
- 君空、僕星

6．天！
- 天！
- 忠努力結

7．
- Midoliume

8．!!…///

9．！

10．♡
- Re:start ～一度～

11．FLOWER CHANCE!!
- FLOWER CHANCE!!
- Boyfriend

#### TEAM雪月花

##### 原創曲（CD-R）
1．

2．上☆TEAM雪月花
- 上☆TEAM雪月花
- 好

3．小歌
- 小歌

#### 
1．合言葉尻上
2017年7月《土曜夜尻上！》公開收錄，在桃子頻道一週年的紀念活動中發行。
- 合言葉尻上
- 合言葉尻上 -off vocal-

2．
2017年9月18日在現場活動發佈。

### 豆盛合～大盛無料～
精選專輯（光碟2枚），包括2016年1月在天豆琴美單人演唱會上發行的3首新歌，以及一枚DVD、寫真集和海報。

#### KOTOMI SORAMAME BEST CD-SET
DISC1
- 登場SE
- 愛
- 幸種
- 忠努力結
- 天星空
- 君空、僕星
- forever

DISC2
- Midoliume
- Re:start ～一度～
- 天！

### DVD
- 頂[13]
- 大作 Mission Impossible[14]

## 出演

### 電視節目
- ！（NOTTV）
- 水泳大2014（Pigoo） 2014年7月28日、8月20日
- 革命！新 （Pigoo） #13 2014年8月4日、#16 2014年11月3日、#18 2015年1月5日
- （AbemaTV） 2017年4月－2018年6月30日
- 邪道之夜大運動會2018（日语：邪道だらけの夜の大運動会）（AbemaTV AbemaSPECIAL2，2018年4月30日－5月1日）
- Cunning竹山的週六The NIGHT（日语：The NIGHT）（2018年7月8日、8月25日、12月16日，AbemaTV）[15]
- （2019年7月3日－9月24日，TOKYO MX）[16][17]

### 廣播節目
常駐節目
- 「Saturday Music Power ～Next Stage～」（Rainbowtown FM（日语：レインボータウンエフエム放送））2019年1月19日～現在 出演；S☆M教團、

### 雜誌、書籍
- 《名鑑》（東京社／河出書房新社）
- 《 ～一緒～》

### 舞台
- K.B.S.Project「超青春喜劇合唱音樂劇『SING！』[18]」－高杉瑠奈
  - 東京公演（2013年6月5日－9日，池袋東京藝術劇場西口）
  - 大阪公演（2013年6月14日－15日，大阪弁天町世界館）
- Alice in Theather「 ～笑免許～[19]」月組（2013年1月30日－2月3日，池袋THEATER KASSAI）－濱口銀子
- Alice in Project（日语：アリスインプロジェクト）「遠足[20]」星組（2014年7月10日－13日，池袋THEATER KASSAI）－瀨戶惠理
- Tambourine STAGE×Alice in Theather「戰國降臨Girl ReBirth[21]」（2014年10月29日－11月3日，品川六行會（日语：六行会）大廳）－望月望
- DADS企劃「[22]」（2019年9月25日－30日，新宿Star Field）－伊蒂絲
- 「菅生休講知[23]」B組（2019年11月1日－5日，新宿Star Field）－桃瀨（ももぴっぴ）
- Alice in Theather「永遠[24]」（2020年4月1日－2日，新宿THEATER BRATS）－堂本千十合
- SHOWMAN'S×FOR S ENTERTAINMENT（页面存档备份，存于）「 ～大作！～[25]」（2020年7月10日－11日，新宿角座）－詹姆士英間

## 外部連結
- （日語）（天豆琴美的官方個人部落格，2017年9月－現在）
- （日語）（（舊）天豆琴美的官方個人部落格，2015年3月－2016年2月）
- 天豆琴美的X（前Twitter） （日語）
- 天豆琴美的Instagram帳戶 （日語）